# Emund
Emund är ett fornnordiskt mansnamn från vikingatid i Skandinavien, sammansatt av ord som betyder "lycka" och "beskydd". 

## Personer med namnet
- Emund Ringsson, svensk sagokung (900-talet)
- Emund Eriksson, svensk sagokung (900-talet)
- Emund den gamle, svensk kung (1050-talet)